# Brian Simpson
Brian Simpson (Leigh, 6 febbraio 1953) è un politico britannico, europarlamentare dal 1989 al 2014.
Ha frequento il West Midlands College of Education ed è un insegnante. Membro del Partito Laburista, ha prestato servizio nel Consiglio della contea di Merseyside dal 1981 al 1986, e poi nel Consiglio del borgo di Warrington dal 1987.
Simpson è stato europarlamentare dal 1989 al 1999 in rappresentanza del Cheshire East e dal 1999 al 2004 in rappresentanza della regione nord-occidentale, quando le elezioni europee sono passate da First Past the Post al List System.